# Oskar Beber
Emil Oskar Beber (* 26. September 1875 in Münster; † 15. September 1964 in Braunschweig) war ein deutscher Oberstudiendirektor.

## Leben und Wirken
Oskar Beber war ein Sohn des Eisenbahnassistenten Friedrich Wilhelm Beber und dessen Ehefrau Anna Pauline, geborene Schmidt. Er besuchte die Leibnizschule Hannover und nahm danach ein Studium der neuen Sprachen, Erdkunde und Geschichte an der Universität Göttingen auf. Er setzte das Studium an der Universität Göttingen fort und beendete es mit der Promotion zum Dr. phil. Anschließend übernahm er Lehrstellen in Hannover und Linden.
Ostern 1909 folgte Beber einem Ruf als Direktor der Realschule in Marne, die seinerzeit neu eingerichtet wurde. 1919 wurde er zum Studiendirektor, 1930 zum Oberstudiendirektor ernannt. Als Schulleiter gelang es ihm, die Realschule zu einem Vollgymnasium auszubauen.
Beber galt als überzeugter Demokrat und trat für die Weimarer Republik ein. Vom 1. Januar 1913 bis zum 31. August 1933 engagierte er sich als Stadtverordneter in Marne und gehörte als Abgeordneter dem Süderdithmarscher Kreistag an. Aufgrund von Konflikten mit den Nationalsozialisten musste er Ostern 1934 den vorzeitigen Ruhestand antreten. Anschließend zog er mit seiner Frau Irmgard Winter, mit der er eine Tochter und zwei Söhne hatte, nach Braunschweig, wo er 1964 starb.
Die Stadt Marne ernannte den ehemaligen Schulleiter am 10. Januar 1952 zum Ehrenbürger.

## Wirken als Heimatkundler
Obwohl Beber nicht aus Dithmarschen stammte, widmete er sich der Geschichte der Region. 1914 gründete er den Verein für Dithmarscher Landeskunde mit und hatte lebenslang maßgeblichen Anteil an der Vereinsarbeit. Er schrieb viele Artikel für die Zeitschrift Dithmarschen und gründete einen Kunstverein, der jedoch nur kurz existierte. 1928 gründete er ein Heimatmuseum. Als Exponate wählte er prähistorische Funde und Kunst, die Rudolph Hartmann in seinem Marner Skatklub gesammelt hatte.
Auch nach seinem Umzug nach Braunschweig beschäftigte sich Beber mit der Forschung zu Dithmarschen.